# يان هنتر (سياسي)
يان هنتر (بالإنجليزية: Ian Keith Hunter)‏ هو مساعد باحث ومستشار سياسي وسياسي أسترالي، ولد في 23 سبتمبر 1960 في أستراليا. حزبياً، نشط في حزب العمال الأسترالي (فرع جنوب أستراليا) ‏ (1983 – ).

## مناصب
- انتخب وزير تغير المناخ (3 فبراير 2015 – 18 مارس 2018).
- انتخب Minister for Road Safety ‏ (6 فبراير 2014 – 26 مارس 2014).
- انتخب Minister for Emergency Services ‏ (6 فبراير 2014 – 26 مارس 2014).
- انتخب Minister for Water and the River Murray ‏ (21 يناير 2013 – 18 مارس 2018).
- انتخب Minister for Sustainability, Environment and Conservation ‏ (21 يناير 2013 – 18 مارس 2018).
- انتخب وزير شؤون السكان الأصليين والمصالحة (21 يناير 2013 – 3 فبراير 2015).
- انتخب Minister for Disabilities ‏ (21 أكتوبر 2011 – 21 يناير 2013).
- انتخب Minister for Social Housing ‏ (21 أكتوبر 2011 – 21 يناير 2013).
- انتخب Minister for Communities and Social Inclusion ‏ (21 أكتوبر 2011 – 21 يناير 2013).
- انتخب Minister for Volunteers ‏ (21 أكتوبر 2011 – 21 يناير 2013).
- انتخب وزير الشباب (21 أكتوبر 2011 – 21 يناير 2013).
- في 2006 South Australian state election [الإنجليزية]‏، انتخب عضو مجلس جنوب أستراليا التشريعي وقد انضم خلال فترته النيابية ‏ (18 مارس 2006 – )  للكتلة البرلمانية حزب العمال الأسترالي (فرع جنوب أستراليا) [الإنجليزية]‏.